# Heterogomphus pilosus
Heterogomphus pilosus är en skalbaggsart som beskrevs av Roger Paul Dechambre 1998. Heterogomphus pilosus ingår i släktet Heterogomphus och familjen Dynastidae. Inga underarter finns listade i Catalogue of Life.